# Warisoulx
Warisoulx (en wallon Waerijhoû) est un village de Hesbaye, au nord de la ville de Namur, en Belgique. Administrativement il fait partie  de la commune de La Bruyère située en Région wallonne dans la province de Namur. C'était une commune à part entière avant la fusion des communes de 1977.

## Évolution démographique
- Source: DGS, 1831 à 1970=recensements population, 1976= habitants au 31 décembre
- 1890: Scission de Villers-lez-Heest

## Liste des bourgmestres de 1830 à 1977
- Léon de Pitteurs de Budingen, de 1882 à 1885, (Parti Catholique).

## Patrimoine et culture

### Patrimoine architectural
- Eglise Saint-Martin, construite en 1872 en style néo-romane[1].
- La Grande Ferme, rue de Cognelée. Propriété la famille Nassau-Corroy, dite autrefois « ferme de Thisnes ». Exploitation datant des XVIIIe et XIXe siècles[2].